# Strafverfolgungshindernis für DDR-Agenten
|             |                 |
| Fundstelle: | BVerfGE 92, 277 |

| Limbach, Böckenförde, Klein, Graßhof, Kruis, Kirchhof, Winter, Sommer |

Das Bundesverfassungsgericht beschäftigte sich aufgrund eines Vorlagebeschlusses des Kammergerichts und dreier Verfassungsbeschwerden mit der Frage der Strafbarkeit und Verfolgbarkeit früherer Mitarbeiter und Agenten von DDR-Geheimdiensten nach der Wiedervereinigung wegen einer gegen die Bundesrepublik Deutschland oder andere NATO-Staaten gerichteten Spionagetätigkeit. Das Bundesverfassungsgericht stellte mit Beschluss vom 15. Mai 1995 fest, dass diesbezüglich von Verfassungswegen ein Hindernis für die Strafverfolgung besteht.

## Sachverhalt
Durch den Einigungsvertrag zwischen der Bundesrepublik Deutschland und der Deutschen Demokratischen Republik vom 31. August 1990 wurde der Anwendungsbereich des bundesdeutschen Strafrechts auf das Gebiet der DDR ausgedehnt. Danach hatten sich ehemalige DDR-Bürger, die Mitarbeiter oder Agenten des Ministeriums für Staatssicherheit oder des militärischen Geheimdienstes der DDR und gegen die Bundesrepublik oder andere NATO-Staaten tätig gewesen waren, wegen Hochverrats (§§ 81 ff. StGB) und geheimdienstlicher Agententätigkeit (§ 99 StGB) strafbar gemacht.
Anfang der 1990er Jahre kam es zu zahlreichen Strafverfahren gegen ehemalige Mitarbeiter und Agenten von DDR-Geheimdiensten. Diese beriefen sich darauf, dass eine allgemeine Regel des Völkerrechts (vgl. Art. 25 Grundgesetz) bestehe, die eine Strafverfolgung wegen einer im Auftrag und vom Gebiet eines anderen Staates aus begangenen Spionage hindere. Außerdem würde die Strafverfolgung das in Art. 103 Abs. 2 verankerte Verbot rückwirkender Strafgesetze verletzen, da die Spionagetätigkeit in der DDR nicht strafbar gewesen sei.
Das Bundesverfassungsgericht, das sich in einem verbundenen Normenkontroll- und Verfassungsbeschwerdeverfahren mit dieser Frage zu beschäftigen hatte, konnte einen Verstoß gegen Art. 25 und 103 Abs. 2 Grundgesetz nicht erkennen. Es erkannte aber ein aus dem Rechtsstaatsprinzip (Art. 20 Abs. 3 Grundgesetz) abgeleitetes Verfolgungshindernis, das allerdings nur besteht, wenn die Betroffenen ihren Lebensmittelpunkt zum Zeitpunkt der Wiedervereinigung in der DDR hatten. Nicht erforderlich für das Eingreifen des Hindernisses ist hingegen, dass die Spionage ausschließlich vom Boden der DDR aus erfolgte. Es genügt, dass die Betroffenen in den Staaten, von denen aus sie ihrer Tätigkeit nachgingen, vor einer Strafverfolgung wegen dieser Handlungen sicher waren und diese Sicherheit erst nach der Wiedervereinigung entfallen ist.

## Folgen der Entscheidung
Die Entscheidung des Bundesverfassungsgerichts führte in der Folgezeit dazu, dass ehemalige DDR-Bürger nicht mehr wegen Spionagehandlungen gegen die Bundesrepublik oder andere NATO-Staaten verfolgt werden konnten. Bundesbürger und Bürger von Berlin (West) können sich jedoch genauso wenig auf die Entscheidung berufen wie Agenten anderer östlicher Geheimdienste.
Die Entscheidung war richtungsweisend für den strafrechtlichen Umgang mit DDR-Spionage. In der Folge änderte der Bundesgerichtshof auf die Revision des ehemaligen 1. Stellvertretenden Ministers für Staatssicherheit Markus Wolf seine frühere Rechtsprechung und  hob das Urteil der Vorinstanz auf. Das Oberlandesgericht Düsseldorf hatte Wolf ursprünglich u. a. wegen Landesverrats verurteilt.
In der rechtswissenschaftlichen Literatur wird die Entscheidung unterschiedlich bewertet: Einerseits wird vertreten, sie diene dem Rechtsfrieden im vereinigten Deutschland, andererseits äußern viele Autoren Kritik.